# Rawcliffe (Yorkshire du Nord)
Pour les articles homonymes, voir Rawcliffe.
Rawcliffe est un village et une paroisse civile du Yorkshire du Nord, en Angleterre. Il est situé à quelques kilomètres au nord-ouest du centre-ville d'York, au croisement des routes A19 (en) et A1237 (en), sur la rive est de l'Ouse. Administrativement, il relève de l'autorité unitaire de la Cité d'York. Au recensement de 2011, il comptait 6 511 habitants.
Jusqu'en 1996, Rawcliffe relevait du district du Ryedale.

## Étymologie
Rawcliffe est un nom d'origine norroise : il est formé des éléments rauthr « rouge » et klif « falaise, berge ». Ce nom est attesté sous la forme Roudeclife dans le Domesday Book, à la fin du XIe siècle.